# Popillia comma
Popillia comma är en skalbaggsart som beskrevs av Niijima och Matsumura 1923. Popillia comma ingår i släktet Popillia och familjen Rutelidae. Inga underarter finns listade i Catalogue of Life.